# Казале Пјан ди Фрасо (Рим)
Казале Пјан ди Фрасо је насеље у Италији у округу Рим, региону Лацио.
Према процени из 2011. у насељу је живело 131 становника. Насеље се налази на надморској висини од 36 м.